# 卫乐园
卫乐园（又名泰安路120弄）是位于中華人民共和國上海市长宁区泰安路120弄1-31号的一個建築，于1924年由大陆银行投资，庄俊建筑师事务所设计，在原本为李家宅的荒地上建造，建築為混砖结构，占地1.2万平方米，黄佐临曾居卫乐园1号，贺子珍曾住卫乐园10号。1994年，衛樂園被列为上海优秀历史建筑

。